# Pityohyphantes
Pityohyphantes is een geslacht van spinnen uit de familie hangmatspinnen (Linyphiidae).

## Soorten
De volgende soorten zijn bij het geslacht ingedeeld:
- Pityohyphantes alticeps Chamberlin & Ivie, 1943
- Pityohyphantes brachygynus Chamberlin & Ivie, 1942
- Pityohyphantes costatus (Hentz, 1850)
  - Pityohyphantes costatus annulipes (Banks, 1892)
- Pityohyphantes cristatus Chamberlin & Ivie, 1942
  - Pityohyphantes cristatus coloradensis Chamberlin & Ivie, 1942
- Pityohyphantes hesperus (Chamberlin, 1920)
- Pityohyphantes kamela Chamberlin & Ivie, 1943
- Pityohyphantes limitaneus (Emerton, 1915)
- Pityohyphantes lomondensis Chamberlin & Ivie, 1941
- Pityohyphantes minidoka Chamberlin & Ivie, 1943
- Pityohyphantes navajo Chamberlin & Ivie, 1942
- Pityohyphantes palilis (L. Koch, 1870)
- Pityohyphantes pallidus Chamberlin & Ivie, 1942
- Pityohyphantes phrygianus (C. L. Koch, 1836)
- Pityohyphantes rubrofasciatus (Keyserling, 1886)
- Pityohyphantes subarcticus Chamberlin & Ivie, 1943
- Pityohyphantes tacoma Chamberlin & Ivie, 1942